# Milostná past
Milostná past, v anglickém originále Love Hard, je americká romantická komedie z roku 2021. Režisérem filmu je Hernán Jiménez, scénář k filmu napsali Danny Mackey a Rebecca Ewing. V hlavních rolích se objevili Nina Dobrev, Jimmy O. Yang, Darren Barnet, Matty Finochio, Harry Shum Jr. a James Saito. Film vypráví o mladé ženě, která se na Vánoce vydá do rodného města svého přítele, kterého zná pouze přes internet, ale zjistí, že byla podvedena.
Film se natáčel v říjnu a listopadu 2020 ve Vancouveru. Celosvětově byl zveřejněn prostřednictvím Netflixu dne 5. listopadu 2021. 

## O filmu
Natalie Bauer, blogerka z Los Angeles, se na seznamce zamiluje do Joshe Lina a odjíždí do jeho rodného města Lake Placid ve státě New York, aby ho na Vánoce překvapila. Zjistí však, že byla podvedena a Josh je ve skutečnosti Asiat a nerd. Její domnělý přítel, Tag Abbott, skutečně žije ve stejném městě a Josh jí nabídne, že je dá dohromady, pokud bude do Vánoc předstírat, že je jeho přítelkyně. 

## Obsazení
| Nina Dobrev     | Natalie Bauer (český dabing: Martina Kechnerová) |
| Jimmy O. Yang   | Josh Lin (český dabing: Petr Neskusil)           |
| Darren Barnet   | Tag (český dabing: Marek Holý)                   |
| Matty Finochio  | Lee (český dabing: Libor Bouček)                 |
| James Saito     | Bob Lin (český dabing: Libor Terš)               |
| Harry Shum Jr.  | Owen Lin (český dabing: Viktor Dvořák)           |
| Mikaela Hoover  | Chelsea Lin (český dabing: Malvína Pachlová)     |
| Heather McMahan | Kerry (český dabing: Jana Zenáhlíková)           |
| Rebecca Staab   | Barb Lin (český dabing: René Slováčková)         |
| Althea Kaye     | June Lin (český dabing: Daniela Bartáková)       |